# 기타하라 가나
기타하라 가나(일본어: 北原 佳奈, 1988년 12월 17일 ~ )는 일본의 여자 축구 선수이다.

## 국가대표팀 경력
그녀는 2013년 9월 22일 나이지리아과의 경기에서 일본 국가대표팀에 데뷔했다. 2014년 아시안 게임 은메달 획득에 기여했다. 2015년 FIFA 여자 월드컵에도 출전, 준우승. 그녀는 2015년까지 국제 A매치 통산 9경기에 출전했다.

## 통계
| 일본 | 일본 | 일본 |
| 연도 | 출전 | 득점 |
| ---- | ---- | ---- |
| 2013 | 1    | 0    |
| 2014 | 6    | 0    |
| 2015 | 2    | 0    |
| 통산 | 9    | 0    |